# Alex Hepburn
Alex Hepburn (n. 25 decembrie 1986) este o cântăreață și compozitoare britanică. Ea a lansat un EP eponim în iunie 2012. În aprilie 2013, și-a lansat albumul de studio de debut, Together Alone.

## Discografie

### Albume
| An   | Album          | Poziții | Poziții  | Poziții  | Poziții | Poziții | Poziții | Certificări |
| An   | Album          | AUT     | BEL (Fl) | BEL (Wa) | FR      | GER     | SWI     | Certificări |
| ---- | -------------- | ------- | -------- | -------- | ------- | ------- | ------- | ----------- |
| 2013 | Together Alone | 36      | 36       | 15       | 3       | 23      | 2       |             |

### Single-uri
| An   | Single        | Poziții | Poziții  | Poziții  | Poziții | Poziții | Poziții | Poziții | Poziții | Certificări | Album          |
| An   | Single        | AUT     | BEL (Fl) | BEL (Wa) | CZE     | FR      | GER     | POL     | SWI     | Certificări | Album          |
| ---- | ------------- | ------- | -------- | -------- | ------- | ------- | ------- | ------- | ------- | ----------- | -------------- |
| 2013 | "Under"       | 62      | 10       | 2        | 1       | 2       | 34      | 2       | 5       |             | Together Alone |
| 2013 | "Miss Misery" | –       | 91*      | 68*      | –       | 131     | –       | 14      | 63      |             | Together Alone |

(*Did not appear in main Ultratop charts, but in bubbling under Ultratip charts. Added 50 positions to actual Ultratip chart position)

### Alte cântece din topuri
| An   | Single          | Poziții | Certificări | Album          |
| An   | Single          | FR      | Certificări | Album          |
| ---- | --------------- | ------- | ----------- | -------------- |
| 2013 | "Broken Record" | 90      |             | Together Alone |
| 2013 | "Woman"         | 117     |             | Together Alone |
| 2013 | "Pain Is"       | 132     |             | Together Alone |